# Histoire générale d'Algérie
L'Histoire générale d'Algérie (en arabe : تاريخ الجزائر العام) est un ouvrage en arabe sur l’histoire de l’Algérie écrit par Abderrahmane Djilali. Il est composé de deux volumes, qui comprend un résumé à la fois complet et détaillé de l'histoire du territoire algérien à travers toutes ses phases et ses mouvements politiques, sociaux, scientifiques, religieux, littéraires, artistiques, économiques, urbanistiques et industriels, avec des biographies des génies et des esprits brillants parmi les célèbres Algériens, depuis les temps les plus anciens jusqu’à aujourd’hui.

## L'auteur

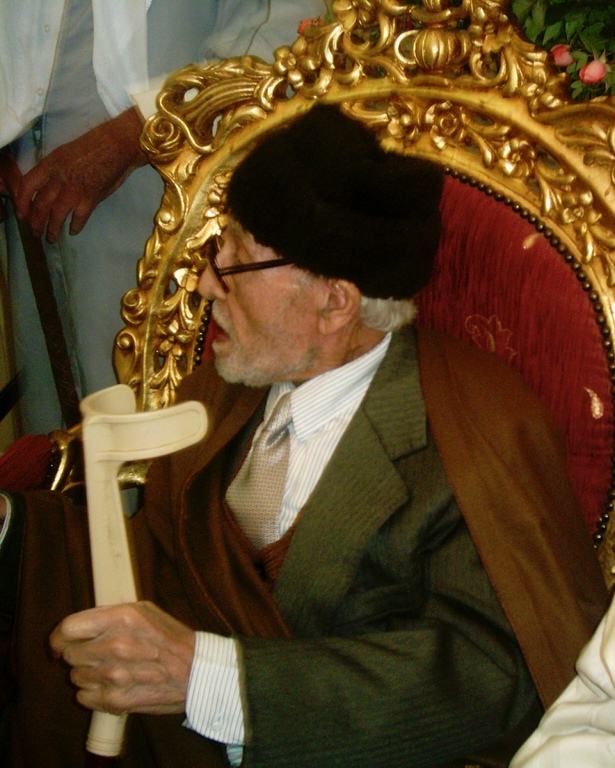
Le théologien et historien Abderrahmane Djilali.

Cheikh Abderrahmane Djilali est un théologien, historien et intellectuel algérien. Né en 1908 à Bologhine, dans la banlieue d’Alger, il mémorise le Coran dès l’âge de 15 ans, puis poursuit ses études religieuses dans les grandes mosquées d’Alger, notamment à Djamaâ El Kebir, Sidi Ramdane et au mausolée de Sidi Abderrahmane et-Thaâlibi. Outre que l'ouvrage Histoire générale d'Algérie, il rédige d’autres œuvres, dont Histoire des Trois Villes (Alger, Médéa, Miliana), publié en 2005 par le ministère de la Culture, ainsi que des pièces de théâtre et des textes sur le pèlerinage à La Mecque,. 
Il s’engage aussi dans la vulgarisation du savoir religieux à travers des émissions radiophoniques très suivies. Figure centrale de la vie intellectuelle et religieuse algérienne du XXe siècle, il marque profondément les esprits et reste aujourd’hui une référence incontournable dans l’histoire culturelle de l’Algérie. Il s’éteigne le 12 novembre 2010,.

## Éditions
L'auteur a terminé la rédaction de son livre en deux tomes en 1955. Depuis sa première parution, il a connu plusieurs éditions notables qui témoignent de son importance intellectuelle et pédagogique. Le premier tome de cette œuvre a été publié pour la première fois à Alger en 1954. Il comptait 410 pages, accompagnées de six cartes intégrées au texte et de six planches hors-texte. Le deuxième tome a suivi en 1955, formant avec le premier la toute première édition. Une seconde édition des deux volumes a été réalisée à Beyrouth en 1965, suivie d'une troisième à Alger en 1971. Par la suite, l’auteur n’a cessé de revoir, corriger et enrichir les éditions ultérieures. Il a toujours précisé que ces retouches visaient uniquement à améliorer la qualité rédactionnelle, à clarifier certains passages ou à affiner des éléments méthodologiques ou interprétatifs, notamment à la lumière des découvertes archéologiques récentes. Le fond de l’œuvre, cependant, est resté inchangé.
La première édition complète paraît en 1965 à Beyrouth, chez l’éditeur Dar Maktabat al-Hayat. Elle se compose de deux volumes rédigés en arabe, offrant une synthèse riche de l’histoire algérienne depuis l’Antiquité jusqu’au XXe siècle. Face au succès de cette première publication, et après plusieurs éditions, une nouvelle édition augmentée voit le jour en 1984, toujours chez le même éditeur à Beyrouth. Cette nouvelle version s’étend sur quatre volumes et enrichit le contenu initial par des analyses plus détaillées et une mise à jour des événements historiques.

## Importance historique
Histoire générale de l’Algérie est un ouvrage fondateur qui joue un rôle clé dans la réécriture de l’histoire algérienne par les Algériens eux-mêmes. Il participe à la préservation de la mémoire collective et à la transmission d’une identité historique décolonisée. L'ouvrage occupe une place centrale dans l’historiographie algérienne pour plusieurs raisons fondamentales :
1. Première synthèse complète en langue arabe : à sa publication en 1965, Histoire générale de l’Algérie est l’une des premières œuvres rédigées en arabe par un auteur algérien qui propose une vision globale de l’histoire du pays, depuis l’Antiquité jusqu’au XXe siècle. Cela représente un tournant dans la réappropriation de l’histoire nationale par les Algériens eux-mêmes, dans leur propre langue, après plus d’un siècle de domination coloniale où l’histoire était racontée majoritairement par des auteurs français, souvent dans une perspective coloniale ou eurocentrée.
2. Perspective algérienne et musulmane : Abderrahmane Djilali adopte une approche enracinée dans la culture et la sensibilité islamique algérienne. Il met en lumière le rôle des oulémas, des confréries soufies, des savants et des figures religieuses dans la vie sociale, politique et intellectuelle de l’Algérie. Cette lecture de l’histoire rompt avec les récits coloniaux qui marginalisent ou stigmatisent ces acteurs.
3. Dimension encyclopédique : l’ouvrage couvre tous les aspects de l’histoire : politique, sociale, religieuse, culturelle, littéraire, économique et scientifique. Il ne se limite pas aux événements ou aux batailles, mais accorde une grande place à la vie intellectuelle, aux mouvements de réforme, aux arts et aux biographies de figures éminentes algériennes. Il constitue ainsi une précieuse base de données pour les chercheurs, les étudiants et les enseignants.
4. Rôle dans la construction de la mémoire nationale : dans les premières décennies de l’indépendance, le livre contribue à forger une mémoire nationale fondée sur les luttes contre les invasions (romaine, vandale, byzantine, arabe, turque, française), mais aussi sur les continuités culturelles, religieuses et civilisationnelles. Il aide à reconstruire un récit historique cohérent qui valorise la résistance, la foi, la culture et l'identité nationale.
5. Accessibilité et popularité : contrairement à d’autres ouvrages savants, celui de Abderrahmane Djilali est écrit dans une langue accessible, ce qui le rend populaire auprès d’un large public, y compris hors du milieu académique. Il devient une référence dans les écoles, les bibliothèques, les cercles religieux et les milieux nationalistes.

## Contenu
Le livre est structuré en deux tomes :
- Tome I :

Ce volume retrace les grandes étapes de la formation historique du pays. Il débute avec les premières civilisations qui ont occupé le territoire algérien, telles que les Phéniciens et les Carthaginois, avant de s’attarder sur les royaumes numides et la figure emblématique de Massinissa. Il aborde ensuite la conquête romaine, l’organisation de la région en provinces, et l’impact durable de cette domination sur le paysage social et culturel.
La suite de l’ouvrage explore les périodes des invasions vandales et byzantines, qui marquent un temps de rupture, avant l’avènement d’une nouvelle ère avec l’arrivée de l’islam. La conquête musulmane, la fondation des premières cités islamiques, ainsi que l’émergence des dynasties berbères comme les Zirides, Hammadides, Almoravides et Almohades, sont étudiées avec soin.
Le tome I ne se limite pas à une histoire politique et militaire. Il accorde une place importante à la culture, à la vie religieuse, à la pensée scientifique et à la littérature, dessinant ainsi un portrait complet et vivant de l’Algérie précoloniale. Par sa profondeur, son érudition et son souci de vérité, l’ouvrage s’impose comme une référence majeure de l’historiographie algérienne moderne.
- Tome II :

Dans le deuxième volume, l'écrivain continue de parler sur l’émergence des dynasties berbères, ainsi une part importante est également consacrée à la période ottomane, qui voit l’Algérie intégrée dans l’Empire ottoman tout en conservant une large autonomie locale à travers le pouvoir des beys et des deys. L’auteur examine les structures politiques, les institutions militaires, les relations diplomatiques avec l’Europe, ainsi que les aspects religieux et sociaux de cette époque.
Tout au long de son œuvre, Cheikh Abderrahmane Djilali adopte une perspective algérienne et musulmane. Il met en valeur le rôle central des oulémas, des savants, des confréries soufies et des figures religieuses dans la vie intellectuelle, politique et sociale du pays.

## Récompenses
Son œuvre magistrale, Histoire générale de l'Algérie, lui vaut en 1960 le Grand Prix Littéraire en Algérie pour la langue arabe, ainsi qu'une attestation de mérite décernée par le président de la République Chadli Bendjedid en 1987.